# Медицинский центр имени Сураски
Медицинский центр имени Сураски (ивр. המרכז הרפואי ת"א ע"ש סוראסקי‎) — израильская больница, которая является одной из трёх крупнейших медицинских центров страны, расположенный в г. Тель-Авив.
Прежнее (до 1973 года) название — «Больница Ихилов» (ивр. בית החולים איכילוב‎) — распространено до сих пор.
Комплекс занимает территорию в 150 тыс. м² и объединяет больницу общего профиля, реабилитационное подразделение им. Ида Сураски, родильный дом «Лис» и детскую больницу «Дана». Дополнительно к медицинской деятельности, медицинский центр является также и научно-исследовательским и учебным центром, присоединённым к медицинскому факультету им. Саклер Тель-Авивского университета и специализированной школой по подготовке медицинского персонала им. Шейнборн.
Медицинский центр имени Сураски с 1993 года по 2015 год (с трёхлетним перерывом) возглавлял профессор Габриэль (Габи) Барбаш. С 2015 года центр возглавляет профессор Рони Гамзу (ивр. רוני גמזו‎), который до 2014 года был генеральным директором Министерства здравоохранения Израиля.

## История
Больница была основана в 1914 году женской организацией «Хадасса (ивр. ההסתדרות הציונית הדסה‎)» в небольшом здании на улице Нахалат Беньямин.
По мере разрастания города больница переехала в здание на улице Бальфур, и была известна как больница «Хадасса — Бальфур». В конце двадцатых годов XX века, когда население Тель-Авива и его окрестностей выросло, а также вследствие беспорядков 1929 года, возникла острая необходимость в ещё одной больнице, помимо больницы «Хадасса» на улице Бальфур. В 1934 году муниципалитет Тель-Авива выделил приобретённую им территорию в садах Порталиса (сегодня на этом месте расположено здание муниципалитета) и послал в Египет городскую делегацию, в состав которой входили — архитектор, инженер-градостроитель и руководитель городской больницы, для обучения и проектирования современной больницы. События Второй мировой войны и Войны за независимость Израиля задержали проектирование и осуществление строительства больницы. Только после Войны за независимость Израиля Муниципалитет города выделил новую территорию в поселении «Сарона», между бульваром Давид а-Мелех и шоссе Петах-Тиква. Проектирование было поручено архитекторам Арье Шарону и Б. Идельсону, которых консультировали руководитель городской больницы (Хадасса) — д-р Абрамович и главврач больницы Тель-аШомер (в прошлом руководитель больницы «Бейлинсон») — проф. Гарри Геллер. Краеугольный камень был заложен в 1951 году, в период правления мэра города Исраэля Рокаха, однако строительство было завершено только спустя 10 лет, и больница открылась для посетителей 1 февраля 1961 года, когда мэром города был Мордехай Намир.
Больница была названа в честь Моше Ихилова (ивр. משה איכילוב‎), заместителя мэра и председателя исполнительного комитета городской больницы, ушедшего из жизни в 1957 году. В 1973 году был подписан договор между «Ассоциацией друзей больницы Ихилов», правительством Израиля и муниципалитетом Тель-Авива по поводу присвоения больнице имени мексиканского мецената Элиаса Сураски. В 1980 году министр финансов Игаль Горовиц и министр здравоохранения Элиэзер Шостак приняли совместное решение объединить три городские больницы, которые функционировали в Тель-Авиве на тот момент: больница «Ихилов», родильный дом «Ха-Кирия» (был открыт в 1951 году) и старейшее стационарное учреждение — больница «Хадасса» (Тель-Авив).
С тех пор начался ускоренный процесс застройки территории больницы. В 1980 году состоялось торжественное открытие реабилитационного центра им. Иды Сураски. В 1986 году был заложен краеугольный камень больницы «Дана», открытие которой состоялось в 1991 году. В 1992 году Тель-Авивская больница «Хадасса» была закрыта окончательно, и все отделения были переведены в новый медицинский центр. В июле 1997 года родильный дом «Акирья» был переведён в больницу-роддом «Лис», а в сентябре 1997 года был заложен краеугольный камень высотного здания стационара им. Теда Арисона, открытие которого состоялось в 2001 году. В августе 2007 года был заложен краеугольный камень здания «Кардиологического центра имени Сами Офера», и для целей строительства кардиоцентра часть первоначального здания больницы «Ихилов» была снесена.
Травматологическое отделение больницы было названо в честь Ицхака Рабина, который был привезён в больницу после покушения на его жизнь во время демонстрации в поддержку мирного процесса на Площади Царей Израиля (11 ноября 1995 года), и там скончался несмотря на все усилия медиков.
Больница является одной из трёх самых крупных больниц Израиля, и считается второй по величине в Израиле. Больница обслуживает 415 000 жителей Тель-Авива и более миллиона жителей агломерации Гуш-Дан, ежедневно приезжающих в город.

## Персонал больницы
На 2016 год в медицинском центре работают 1131 врачей, из которых: 275 — специалисты, 215 — главы отделений и блоков; 103 имеют звание профессора. Сестринского персонала — 1759 человек: 95,6 % из них дипломированные медсестры. В отделе администрации и в хозяйственном отделе заняты 1580 сотрудников. В Центре имеется 43 стационарных отделения на 1050 коек; ежегодно в них поступает 94000 больных, нуждающихся в госпитализации. 150 амбулаторных клиник ежегодно посещают 1 112 000 человек, а в роддоме «Лисс» проходят 10200 родов. Хирургическое отделение проводит более 25000 операций, а приёмный покой ежегодно принимает 181 000 человек.
В медицинском центре работают около 1700 врачей, 2000 медсестёр и 500 исследователей.

## Здание
Центральным зданием Медицинского центра является высотное здание стационара имени Теда Арисона. Здание было построено на пожертвование Теда Арисона и его дочери Шари Арисон. Здание имеет 13 этажей и вертолётную площадку на крыше. Помимо прочего, в этом здании расположена медицинская библиотека.
В феврале 2008 года началось возведение здания Кардиологического центра им. Сами Офера, и в марте 2011 в новое здание начали переводить первые отделения — кардиологию и кардио-торакальную хирургию. Площадь здания, всех 17 этажей (4 из которых подземные), составляет примерно 56 тыс. кв. м., и в нём расположен весь кардиологический комплекс, отделение лечения заболеваний головного мозга и другие отделения узкого профиля. Под землёй, на парковочных этажах, была построена автономная больница экстренной помощи на 700 коек, конструкция которой обеспечивает защиту пациентов от обычных, химических и биологических атак.

## Медицинский туризм
Медицинский центр «Сураски» считается[кем?] одним из передовых медицинских центров в мире и успешно проводит лечение пациентов со всего мира в рамках отделения медицинского туризма. В отделении предоставляются разъяснения о вариантах лечения, доступных для пациентов, о предполагаемой продолжительности пребывания в стране/в больнице и стоимости лечения, разъяснения предоставляются на различных языках, включая английский, французский, русский и арабский языки.
На базе отделения медицинского туризма иностранным гражданам предоставляется возможность получить медицинскую консультацию, а также пройти различные передовые медицинские процедуры с использованием новейших технологий мирового уровня, которые применяются также в лабораториях, в институтах визуализационных исследований и в усовершенствованных операционных залах больницы. Отделение медицинского туризма Медицинского центра «Сураски» берет на себя вопросы касательно трансфера своих иностранных пациентов из аэропорта в клинику и обратно.
Иностранные граждане, проходящие лечение в Тель-Авивском медицинском центре, на протяжении всего периода их лечения в больнице, сопровождаются представителями отделения медицинского туризма больницы, владеющими соответствующими языками. Отделение медицинского туризма Медицинского центра «Сураски» также решает вопросы и задачи, сопутствующие лечению, такие как получение визы в Израиль, поиск жилья, подвозки и т. п.
Журнал «Newsweek» определил, что Медицинский центр «Сураски» является одним из десяти наиболее популярных медицинских учреждений в сфере медицинского туризма.

## Международная аккредитация
В январе 2014 года медицинский центр имени Сураски стал обладателем престижной международной аккредитации JCI, пройдя 1280 из 1300+ оценочных тестов.